# 四国新聞
四国新聞（しこくしんぶん、英名: The Shikoku Shimbun）は、香川県高松市に本社を置く株式会社四國新聞社が発行する地方紙である。公式サイトやロゴマークでは「四国新聞」表記だが、登記上の会社名は「四國新聞」、紙面の題字は「新」の本字を使用した「四國聞」である。

## 概要
香川県をエリアとして発刊されている日刊紙で、現在は朝刊のみの発行である。かつては夕刊も出していたが、1985年6月29日の発行が最終号であり、これをもって夕刊が廃刊された。また、新聞休刊日は原則として元日（1月1日）の明くる日・2日以外行われていなかったが、現在は月に1回のペースで休刊日を設けている。
発行部数は約16万部（2022年6月時点）。系列放送局としてテレビ、AMラジオ放送の西日本放送を持ち、ニュース配信を行なっている。同局のラジオニュースも『読売新聞・四国新聞ニュース』である。ともに平井一族によるオーナー経営である。四国新聞が行なう「四国新聞文化賞」は、第一回を1961年（昭和36年）2月27日より始められ、香川県の文化振興に貢献した者に対して贈られる。
サイゾーが運営する情報サイト「Business Journal」は四国新聞について、（この記事が執筆された2017年11月の時点で）日本新聞協会賞を受賞できないなど新聞業界で評価されず、ジャーナリズム性は低いが、「地元ではよく読まれている新聞」として大手新聞のような部数減は起きていないと評している。

## 報道
- 土庄町豊島における産業廃棄物不法投棄事件において香川県が不法投棄を黙認していた問題については、対岸のRSK山陽放送（岡山）に先んじて報道をされ、遅れをとった。

### 平井卓也に関する報道
- 参議院議員の平井太郎が買収して以降は、前述の通り平井一族が経営している。平井一族は太郎の娘婿の平井卓志も参議院議員と新聞社社長を兼任。卓志の息子・平井卓也も自由民主党所属の衆議院議員で、卓也の弟が新聞社社長、母が社主を務めている[4]。
- このため平井卓也に関する記事については、平井側の詳細な事情と主張を読むことができる[5]。2020年9月27日には、卓也の墓参りの様子を社会面トップで報じた[6]。
- 一方、卓也が不祥事や問題発言をした際には、共同通信の配信記事に対し、卓也にネガティブな表現部分はカットして、卓也の主張部分を多く載せる傾向にある[7]。例として、卓也が東京五輪・パラリンピック向けに国が開発したアプリの事業費削減を巡って、内閣官房IT総合戦略室の会議でのNECに対し、「死んでも発注しない」「今回の五輪でぐちぐち言ったら完全に干す」「どこか象徴的に干すところをつくらないとなめられる」「脅しておいた方がいい」などとの発言に関して、『「税金の無駄なくすための発言」 73億→38億に　五輪アプリ経費削減巡り』と卓也の言葉を見出しにし、「減額したこと自体は国民にとって利益」などと述べた橋下徹のテレビ番組での発言を引用し、擁護する姿勢を示している（2021年6月12日朝刊）[8]。
- 四国新聞以外にも、地元紙のオーナー一族から自民党代議士が生まれる例には、信濃毎日新聞（信毎）などがあり、信毎社主の小坂家は小坂善太郎、小坂憲次という有力議員を輩出したが、四国新聞で見られたような身内びいきの記事は確認されていない。政治学者の中北浩爾は、「両者の決定的な違いは、所有―経営―編集の間の分離が十分になされているか否かである。信毎の場合、オーナーと社長は小坂一族であるが、編集局の独立性が高い」と述べている[9]。

## 歴史
- 1889年4月10日 - 立憲改進党系の「香川新報」として創刊した。
- 1902年 - 立憲政友会系の「讃岐実業新聞」が創刊され、両者はライバル関係になるが、1941年、政府の戦時報道統制で一県一紙にする勧告により合併し、「香川日日新聞」となった。現在の題号は1946年2月から[注 2]。
- 2020年3月17日 - 四国4県と岡山・広島の毎日新聞の受託印刷合意。
- 2023年5月19日 - 同日付朝刊1面の日付を「4月19日」と1か月間違えたまま、発行してしまうトラブルがあった[10]。
- 2023年9月25日 - 10月1日より購読料を3,400円から3,900円に、1部売りを150円から170円に改定するとの社告を朝刊に掲載した。

## 組織

### 本社
- 中野町本社
  - 〒760-8572 香川県高松市中野町15番1号

- 番町本社
  - 〒760-0017 香川県高松市番町1丁目10番21号 番町メディアビルディング
  - TEL：087-833-1111

### 支社
- 東京支社 東京都中央区銀座7丁目7-14-13 日土地ビル5階
- 大阪支社 大阪府大阪市北区梅田1丁目3-1 第1ビル4階
- 西讃支社 〒763-0082 丸亀市土器町東8丁目538

### 支局
- 東讃支局 〒769-2601 東かがわ市三本松607-1
- 小豆島支局 〒761-4105 小豆郡土庄町甲6135-2
- 観音寺支局 〒768-0060 観音寺市坂本町7丁目1-6

## テレビ・ラジオ番組欄の収録局
テレビ・ラジオ番組欄は最終面と中間のページで掲載。
- 最終面
  - フルサイズ：NHK総合（高松）、NHK Eテレ（同）、西日本テレビ、瀬戸内海テレビ、RSKテレビ、TSCテレビせとうち、OHKテレビ
  - 西日本放送はテレビ局については岡山県の金甲山送信所を高松本局扱いとしているが、アナログチャンネル表記については他局同様に金甲山を「岡山局」、前田山中継局を「高松局」扱いで掲載していた。
  - 2011年7月25日以降、掲載順は左からNHK総合→Eテレ→RNC→KSB→RSK→TSC→OHKと地上デジタル放送のリモコンキーID順となった。同時にBS1・BSプレミアムは第二テレビ欄に移行された。
  - 欄外に各放送局電話番号（代表）をまとめて一覧として掲載。
- 第二テレビ・ラジオ
  - BSデジタル放送 （上段）NHK BS、BS日テレ、BS朝日、BS-TBS、BSテレ東、BSフジ
  - BSデジタル放送 （下段）NHK BSプレミアム4K、WOWOWプライム、WOWOWライブ、WOWOWシネマ、BS11 イレブン、BS12 トゥエルビ、BSよしもと（これのみ2行に分けて表示）
  - 隣県テレビ（全てハーフサイズ）：サンテレビ、 MBSテレビ、ABCテレビ、カンテレ、読売テレビ
  - AM・短波ラジオ
    - ハーフサイズ： 西日本、NHK第1
    - クォーターサイズ：NHK第2、ABCラジオ、MBSラジオ、大阪、NIKKEI

  - コミュニティー放送（全てクォーターサイズ）：CMS、KBN、中讃テレビ、さぬきケーブル
  - FM放送（全てクォーターサイズ）：NHK-FM、FM香川、FM高松、エフエムサン

かつては四国放送、広島テレビ、中国放送、南海放送、ラジオ関西、RSKラジオも掲載されていた。RSKラジオ以外は、BSデジタル放送開始の2000年ごろに入れ替わるように掲載をやめた。RSKラジオは少なくとも2020年ごろから収録をやめている。
ラジオ・BSは2007年12月1日、BSイレブンとTwellV（トゥエルビ）開局に伴い、スペースの関係上ハーフサイズから1/4サイズに縮小された。前述の通り2012年7月にBS放送はNHKも含めて第二欄に統一されたのを期に、ハーフサイズに戻している。同時にスターチャンネルからBSスカパー！に掲載を変更している。
2025年6月30日まではBS松竹東急が掲載されていたが、閉局のため、翌7月1日からはBSよしもとに変更された。

## 提携新聞
- 日本経済新聞 - 四国新聞社の関連会社であるニュースフローが、日本経済新聞社からの委託を受けて四国版を印刷・発行している。
- 毎日新聞 - 2020年11月30日より。それまでは毎日新聞大阪本社系列の「毎日新聞中四国印刷」（倉敷市）で自社制作していたが、合理化の一環として自社工場を閉鎖するのに伴い、中四国向け（鳥取・島根・山口県[注 3][11]除く）の毎日新聞の委託印刷をニュースフローが行う。

## 社史・記念誌
- 四国新聞六十五年史（四国新聞社 編）1955年11月発行、281ページ[12]。
- 四国新聞百年史（四国新聞100年史編集委員会 編）1989年4月発行、437ページ。
- 四国新聞百十年史（四国新聞社社史編さん室 編集）1999年4月10日発行、398ページ。

## 関連人物
- 平井卓志 - 元参議院議員、四国新聞社主。
- 平井卓也 - 衆議院議員、元西日本放送代表取締役社長。現四国新聞代表取締役CEO平井龍司の兄。父・卓志の墓へ参る姿などが大きく報道された（2020年9月27日付け紙面）。デジタル相就任1か月の際にも、地元企業の名刺広告が1ページ全面で出た。
- 長谷川幸洋 - 四国新聞特別コラムニストとして「長谷川幸洋のニュース裏読み」のコーナーを担当。

## その他
- 香川県ネット・ゲーム依存症対策条例 - 四国新聞が展開してきたキャンペーン報道を契機として、2020年3月、香川県議会にて制定された[13]。